# Yüksək dəstə 2003-2004
La Yüksək dəstə 2003-2004 è stata la 12ª edizione del massimo campionato di calcio azero, disputata tra il 17 maggio 2003 e il 5 maggio 2004 e conclusa con la vittoria del PFC Neftchi Baku, al suo quarto titolo.
Capocannoniere del torneo fu Samir Musayev (FK Karabakh) con 20 reti.

## Formula
Dopo la pausa della stagione precedente a causa dei contrasti tra i club e la federazione in questa stagione le squadre partecipanti furono 15 e avrebbero dovuto disputare un girone di andata e ritorno per un totale di 28 partite ma l'Umid Baku si ritirò dopo l'ottava giornata (con uno score di 1 vittoria, 2 pareggi e 5 sconfitte con 7 gol fatti e 20 subiti) e i suoi risultati furono annullati cosicché le giornate furono 26.
Il Lokomotiv Imisli si ritirò dopo la quindicesima giornata e ai rimanenti incontri fu assegnato lo 0-3 a tavolino. Nessuna altra squadra fu retrocessa in Birinci Divizionu.
Le squadre qualificate alle coppe europee furono quattro. La vincente si qualificò alla UEFA Champions League 2004-2005, la seconda e la vincitrice della coppa nazionale alla Coppa UEFA 2004-2005 e un'ulteriore squadra partecipò alla Coppa Intertoto 2004.

## Classifica finale
|                        | Pos. | Squadra            | Pt | G  | V  | N | P  | GF | GS | DR  |
| ---------------------- | ---- | ------------------ | -- | -- | -- | - | -- | -- | -- | --- |
| Azerbaigian (bandiera) | 1.   | PFC Neftchi Baku   | 69 | 26 | 22 | 3 | 1  | 66 | 15 | +51 |
|                        | 2.   | FK Shamkir         | 64 | 26 | 20 | 4 | 2  | 67 | 11 | +56 |
|                        | 3.   | FK Karabakh        | 60 | 26 | 19 | 3 | 4  | 63 | 17 | +46 |
|                        | 4.   | Xəzər Universiteti | 51 | 26 | 15 | 6 | 5  | 43 | 16 | +27 |
|                        | 5.   | Dinamo Baku        | 41 | 26 | 12 | 5 | 9  | 45 | 32 | +13 |
|                        | 6.   | Shafa Baku         | 39 | 26 | 12 | 3 | 11 | 40 | 23 | +17 |
|                        | 7.   | Bakili Baku        | 34 | 26 | 10 | 4 | 12 | 40 | 46 | -6  |
|                        | 8.   | MOIK Baku          | 29 | 26 | 7  | 8 | 11 | 25 | 32 | -7  |
|                        | 9.   | Adliyya Baku       | 29 | 26 | 7  | 8 | 11 | 27 | 40 | -13 |
|                        | 10.  | FC Sahdag Qusar    | 27 | 26 | 7  | 6 | 13 | 29 | 41 | -12 |
|                        | 11.  | FK Gäncä           | 23 | 26 | 6  | 5 | 15 | 22 | 45 | -23 |
|                        | 12.  | Khazar Sumqayit    | 22 | 26 | 7  | 1 | 18 | 32 | 78 | -56 |
|                        | 13.  | PFC Turan Tovuz    | 16 | 26 | 4  | 4 | 18 | 15 | 59 | -45 |
|                        | 14.  | Lokomotiv Imisli   | 12 | 26 | 4  | 0 | 22 | 17 | 76 | -59 |

Legenda:

      Campione d'Azerbaigian
      Qualificata alla Coppa UEFA
      Qualificata alla Coppa Intertoto
      Retrocessa in Birinci Divizionu
Note:

Tre punti a vittoria, uno a pareggio, zero a sconfitta.

## Verdetti
- Campione: PFC Neftchi Baku
- Qualificata alla Champions League: PFC Neftchi Baku
- Qualificata alla Coppa UEFA: FK Shamkir, FK Karabakh
- Qualificata alla Coppa Intertoto: Khazar Universiteti Baku
- Retrocessa in Birinci Divizionu: Lokomotiv Imisli

## Marcatori
| Gol |  |  | Giocatore      | Squadra          |
| --- |  |  | -------------- | ---------------- |
| 20  |  |  | Samir Musayev  | FK Karabakh      |
| 16  |  |  | Vadim Vasilyev | PFC Neftchi Baku |
| 15  |  |  | Kanan Karimov  | FK Shamkir       |
| 12  |  |  | Sanan Qurbanov | Shafa Baku       |
| 12  |  |  | Zaur Ramazanov | MOIK Baku        |